# Liste der Naturdenkmale in Nauheim
Die Liste der Naturdenkmale in Nauheim nennt die im Gebiet der Gemeinde Nauheim im Kreis Groß-Gerau in Hessen gelegenen Naturdenkmale.
| Bild            | Bezeichnung                                           | Ortsteil, Lage                  | Beschreibung | Art          | Nr. |
| --------------- | ----------------------------------------------------- | ------------------------------- | ------------ | ------------ | --- |
| Fotos hochladen | 1 Eiche an der Blechschneise („Förster-Pitzer-Eiche“) | 49° 57′ 37,1″ N, 8° 29′ 20,4″ O |              | Eiche        | 006 |
| Fotos hochladen | 4 „Körner-Linden“                                     | 49° 57′ 34,9″ N, 8° 29′ 10,7″ O |              | Linde        | 007 |
| Fotos hochladen | 1 Roßkastanie auf dem Friedrich-Ebert-Platz           | 49° 56′ 40,5″ N, 8° 27′ 8,7″ O  |              | Rosskastanie | 009 |
| Fotos hochladen | 1 Ulme in der Kranichstr. 60                          | 49° 57′ 19″ N, 8° 27′ 59,9″ O   |              | Ulme         | 073 |

## Belege
1. ↑  Naturdenkmale im Kreis Groß-Gerau. (pdf; 39 kB) Der Kreis Groß-Gerau, 15. Januar 2014, archiviert vom Original (nicht mehr online verfügbar) am 15. Februar 2016; abgerufen am 24. Januar 2016.
2. ↑  
Naturdenkmale im Kreis Groß-Gerau. (pdf; 851 kB) (Karte). Der Kreis Groß-Gerau, 15. Januar 2014, archiviert vom Original (nicht mehr online verfügbar) am 15. Februar 2016; abgerufen am 24. Januar 2016.

- Karte mit allen Koordinaten:
- OSM |
- WikiMap